# Arman Tsarukyan
Arman Tsarukyan (en arménien : Արման Ծառուկյան), né le 11 octobre 1996 à Akhalkalaki (Géorgie), est un pratiquant arménien d'arts martiaux mixtes (MMA). Il combat actuellement dans la division des poids légers de l'Ultimate Fighting Championship.

## Biographie

### Jeunesse
Arman Tsarukyan naît le 11 octobre 1996 à Akhalkalaki dans la région géorgienne de Djavakhétie, majoritairement peuplée d'arméniens. Il grandit dans une famille aisée, son père, Nairi Tsarukyan, est un magnat de la construction. Il a un frère, prénommé Artur, et une sœur, prénommée Isabella. Alors qu'il a 2 ans, sa famille et lui emménagent à Khabarovsk, dans l'Extrême-Orient russe, pour raisons professionnelles.

### Carrière dans les arts martiaux mixtes

#### Débuts (2015-2019)
Arman Tsarukyan fait ses débuts professionnels en 2015. En l'espace de trois ans, Arman Tsarukyan livre ses 14 premiers combats, dont 13 sur le circuit local russe. Il remporte 13 victoires, s'imposant notamment face à Junior Assunção (en) et Felipe Olivieri, deux anciens combattants de l'UFC. Le 2 décembre 2017, il défait Takenori Sato (en) pour devenir le champion des poids légers de la fédération russe du Modern Fighting Pankration (MFP).

#### Parcours au sein de l'Ultimate Fighting Championship (2019-)
Arman Tsarukyan rejoint l'Ultimate Fighting Championship (UFC) en 2019. Il dispute son premier combat dans la fédération américaine le 20 avril 2019, qu'il perd par décision unanime contre le Daghestanais Islam Makhachev à l'issue d'un affrontement désigné comme [meilleur] Combat de la soirée,.
Il décroche sa première victoire à l'UFC le 27 juillet suivant, en vainquant le Québécois Olivier Aubin-Mercier via décision unanime.
Le 18 juillet 2020, il triomphe du Brésilien Davi Ramos (en) par décision unanime. Le 24 janvier 2021, il enchaîne avec une nouvelle victoire, toujours par décision unanime, contre l’Américain Matt Frevola.
Le 18 septembre 2021, Tsarukyan s'impose contre Christos Giagos (en) par KO technique au 1er round, après l'avoir envoyé au sol avec un crochet du poing gauche et l'avoir assailli de coups de poing.

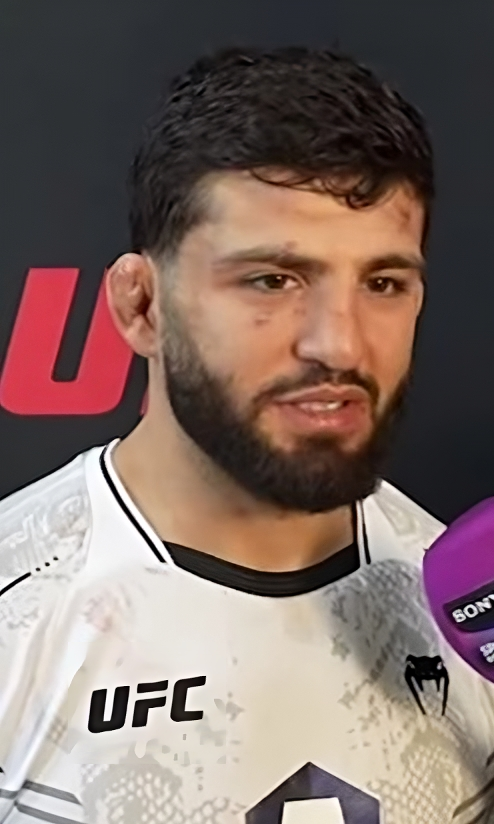
Arman Tsarukyan après son combat contre Charles Oliveira (avril 2024).

Le 26 février 2022, il vainc l'Espagnol Joel Álvarez par KO technique au 2e round après l'avoir dominé grâce à son ground and pound.
Le 25 juin suivant, lors de son premier combat en tête d'affiche d'un gala de l'UFC, l'Arménien s'incline contre le Polonais Mateusz Gamrot via décision unanime au terme d'un affrontement désigné Combat de la soirée,.
Le 17 décembre de la même année, il rebondit en vainquant Damir Ismagulov (en) via décision unanime.
Le 17 juin 2023, il vient à bout du Brésilien Joaquim Silva (en) par KO technique au 3e round, après avoir amené son adversaire au sol et enchaîné une série de coups de coude et de coups de poing marteau.
Le 2 décembre suivant, Arman Tsarukyan bat Beneil Dariush, alors classé 4e de la division des poids légers, par KO à la 1re minute du 1er round en l'envoyant au tapis avec un coup de genou à la tête avant de lui asséner une série de coups de poing au sol.
Le 13 avril 2024, lors de l'UFC 300, le natif d'Akhalkalaki défait l'ancien champion des poids légers de la fédération Charles Oliveira, via décision partagée. À la suite de cette victoire, il se hisse à la 1re place du classement des poids légers. Ce soir-là cependant, Arman Tsarukyan est impliqué dans une altercation avec un spectateur lors de son entrée vers l'octogone, après que celui-ci lui aurait adressé un doigt d'honneur. La victime a choisi de ne pas déposer plainte, toutefois, l'incident a conduit la commission athlétique de l'État du Nevada à infliger une amende de 25 000 dollars à Tsarukyan et à le suspendre 9 mois ; une suspension pouvant être réduite d'un tiers si Tsarukyan accepte de lancer un message d'intérêt public contre le harcèlement, mais l'Arménien s'est montré réticent à s'y engager.
En janvier 2025, alors qu'il doit affronter le champion des poids légers Islam Makhachev, presque 6 ans après leur premier affrontement, Arman Tsarukyan se blesse la veille du combat et est remplacé par Renato Moicano.

## Palmarès en arts martiaux mixtes
| 25 combats     | 22 victoires | 3 défaites |
| Par KO         | 9            | 1          |
| Par soumission | 5            | 0          |
| Sur décision   | 8            | 2          |

| Résultat | Record | Adversaire            | Méthode                                        | Événement                                       | Date              | Round | Temps | Lieu                                                  | Notes                                      |
| -------- | ------ | --------------------- | ---------------------------------------------- | ----------------------------------------------- | ----------------- | ----- | ----- | ----------------------------------------------------- | ------------------------------------------ |
| Victoire | 22–3   | Charles Oliveira      | Décision partagée                              | UFC 300: Pereira vs. Hill                       | 13 avril 2024     | 3     | 5:00  | Las Vegas, Nevada, États-Unis                         |                                            |
| Victoire | 21–3   | Beneil Dariush        | KO (coup de genou à la tête et coups de poing) | UFC on ESPN: Dariush vs. Tsarukyan              | 2 décembre 2023   | 1     | 1:04  | Austin, Texas, États-Unis                             | Performance de la soirée.                  |
| Victoire | 20–3   | Joaquim Silva         | TKO (coups de poing)                           | UFC on ESPN: Vettori vs. Cannonier              | 17 juin 2023      | 3     | 3:25  | Las Vegas, Nevada, États-Unis                         |                                            |
| Victoire | 19–3   | Damir Ismagulov       | Décision unanime                               | UFC Fight Night: Cannonier vs. Strickland       | 17 décembre 2022  | 3     | 5:00  | Las Vegas, Nevada, États-Unis                         |                                            |
| Défaite  | 18–3   | Mateusz Gamrot        | Décision unanime                               | UFC on ESPN: Tsarukyan vs. Gamrot               | 25 juin 2022      | 5     | 5:00  | Las Vegas, Nevada, États-Unis                         | Combat de la soirée.                       |
| Victoire | 18–2   | Joel Álvarez          | TKO (coups de poing)                           | UFC Fight Night: Makhachev vs. Green            | 26 février 2022   | 2     | 1:57  | Las Vegas, Nevada, États-Unis                         | Performance de la soirée.                  |
| Victoire | 17–2   | Christos Giagos       | TKO (coups de poing)                           | UFC Fight Night: Smith vs. Spann                | 18 septembre 2021 | 1     | 2:09  | Las Vegas, Nevada, États-Unis                         | Performance de la soirée.                  |
| Victoire | 16–2   | Matt Frevola          | Décision unanime                               | UFC 257: Poirier vs. McGregor II                | 24 janvier 2021   | 3     | 5:00  | Abou Dabi, Émirats arabes unis                        |                                            |
| Victoire | 15–2   | Davi Ramos            | Décision unanime                               | UFC Fight Night: Figueiredo vs. Benavidez II    | 18 juillet 2020   | 3     | 5:00  | Abou Dabi, Émirats arabes unis                        |                                            |
| Victoire | 14–2   | Olivier Aubin-Mercier | Décision unanime                               | UFC 240: Holloway vs. Edgar                     | 27 juillet 2019   | 3     | 5:00  | Edmonton, Alberta, Canada                             |                                            |
| Défaite  | 13–2   | Islam Makhachev       | Décision unanime                               | UFC Fight Night: Overeem vs. Oleinik            | 20 avril 2019     | 3     | 5:00  | Saint-Pétersbourg, Russie                             | Combat de la soirée.                       |
| Victoire | 13–1   | Felipe Olivieri       | KO (coup de pied à la tête)                    | S-70: Plotforma Cup 2018                        | 22 août 2018      | 3     | 1:25  | Sotchi, Kraï de Krasnodar, Russie                     |                                            |
| Victoire | 12–1   | Júnior Assunção       | Décision unanime                               | MFP 220                                         | 26 mai 2018       | 3     | 5:00  | Khabarovsk, Kraï de Khabarovsk, Russie                |                                            |
| Victoire | 11–1   | Haotian Wu            | TKO (coups de poing)                           | Gods of War World MMA Championship              | 24 mars 2018      | 3     | 0:31  | Pékin, République populaire de Chine                  |                                            |
| Victoire | 10–1   | Takenori Sato         | Décision unanime                               | MFP 214                                         | 2 décembre 2017   | 3     | 5:00  | Khabarovsk, Kraï de Khabarovsk, Russie                | Remporte le titre des poids légers du MFP. |
| Win      | 9–1    | Kim Kyung-pyo         | Décision unanime                               | Road Fighting Champsionship 43                  | 28 octobre 2017   | 3     | 5:00  | Séoul, Corée du Sud                                   |                                            |
| Victoire | 8–1    | Márcio Breno          | Soumision (étranglement arrière)               | League S-70: Plotforma Cup 2017                 | 8 août 2017       | 1     | 2:54  | Sotchi, Kraï de Krasnodar, Russie                     |                                            |
| Victoire | 7–1    | Nizamuddin Ramazanov  | Soumision (étranglement arrière)               | MFP 209                                         | 13 mai 2017       | 1     | 2:27  | Khabarovsk, Kraï de Khabarovsk, Russie                |                                            |
| Victoire | 6–1    | Gustavo Wurlitzer     | Soumision (étranglement arrière)               | Octagon Fighting Sensation 11                   | 4 mars 2017       | 1     | 3:22  | Moscou, Russie                                        |                                            |
| Victoire | 5–1    | Alexander Belikh      | Soumision (étranglement en guillotine)         | MFP: Cup of the Eastern Borders 2               | 10 décembre 2016  | 1     | 2:51  | Khabarovsk, Kraï de Khabarovsk, Russie                |                                            |
| Victoire | 4–1    | Dmitriy Shkrabiy      | TKO (coups de poing)                           | MFP 204                                         | 5 novembre 2016   | 1     | 2:23  | Vladivostok, Kraï du Primorié, Russie                 |                                            |
| Victoire | 3–1    | Alexander Merezhko    | Soumission (étranglement anaconda)             | MFP: Governor's Pankration Cup 2016             | 21 octobre 2016   | 2     | 1:28  | Petropavlovsk-Kamtchatski, Kraï du Kamtchatka, Russie |                                            |
| Victoire | 2–1    | Ali Khaibulaev        | KO (coup de poing)                             | MFP: Cup of Administration in Modern Pankration | 6 mai 2016        | 1     | 0:33  | Petropavlovsk-Kamtchatski, Kraï du Kamtchatka, Russie |                                            |
| Défaite  | 1–1    | Alexander Belikh      | KO (coup de poing)                             | MFP: Cup of the Western Borders                 | 12 décembre 2015  | 1     | 0:30  | Khabarovsk, Kraï de Khabarovsk, Russie                |                                            |
| Victoire | 1–0    | Shamil Olokhanov      | TKO (coups de poing)                           | MFP: Assault Nights of Spassk 2015              | 25 septembre 2015 | 1     | 2:47  | Spassk-Dalni, Kraï du Primorié, Russie                |                                            |